# Stock Szent Simon
Stock Szent Simon (Herford, 1164 – Bordeaux, 1265. május 16.) szentként tisztelt középkori angol remete, később karmelita-rendi szerzetes.

## Élete
Életéről három fő forrás szól: a 13. században keletkezett Vitae Fratrum (Gerard de Frachet OP műve), a 14. századi firenzei Kármel Nekrológja, amely fölsorolja a karmelita-rend legfőbb elöljáróit, és egy 15. század elejéről származó Catalogus Sanctorum, amely életrajzokat közöl karmelita szentekről.
Valószínűleg a Kenti grófságban fekvő Herford helységben született. Feltehetően a családneve volt Stock, nem pedig későbbi remeteségéből ered ez a név. Szülei jómódú földbirtokosok voltak. Simon 7 éves volt, amikor édesapja elhunyt. Ekkor a családi ügyeket átvevő bátyja, Richárd iskolába küldte öccsét. Simon 12 éves korában a legenda szerint Isten hívó szózatának engedelmeskedve elhagyta a szülői házat, és egy erdőben telepedett le. Lakhelye egy nagy tölgyfa odvában volt. Itt élt remeteként 20 éven át, egyes feljegyzések szerint kutyák hoztak neki táplálékot; mások úgy tudják, hogy jólelkű emberek etették.
Simon később, 1212-ben – a legenda szerint Isteni sugallatra – Aylesfordba ment, és belépett az ottani karmeliták ottani kolostorába. Már 50 éves kora körül járt, amikor elöljárói teológiát tanulni küldték az Oxfordi Egyetemre. Simon jól végezte tanulmányait, állítólag elnyerte a doktori címet. Ezután pappá szentelték. 1225-ben a rend generálisának helyettesévé választották, és ebben a minőségében 1226-ban Rómába menve kieszközölte III. Honorius pápától az karmeliták úgynevezett Eredeti Szabályának megerősítését. Innen Palesztinába ment, és a karmeliták eredeti lakhelyén, Kármel-hegyen telepedett le. Majdnem 20 évet élt itt, majd amikor a karmeliták életkörülményei a környező muszlimok miatt megnehezültek, hazatért Angliába. Az 1247-es Aylesfordi rendi káptalanon a karmeliták rendjük generálisává is választották az ekkor már 80 év fölötti Simont.
Öreg kora ellenére közel 20 évig kormányozta a karmelita-rendet, amely tulajdonképpen ekkoriban kezdett keleti remete-rendből igazi nyugati kolduló szerzetesrenddé válni. Bár működésében sok nehézséggel találkozott; ellenséges egyházfejedelmek, papok, más és saját rendjének szerzetesei hátráltatták munkáját, kitartó művét végül siker koronázta. Csak Angliában Simon kormányzása alatt 2-ről 40-re emelkedett a karmelita kolostorok száma. Azonban a generális személyesen alapított a kontinensen is kolostorokat, például Párizsban és az itáliai Bolognában.
Simon élete vége felé mesélte el egyik csodálatos látomását. Eszerint Simon gyakran imádkozott Szűz Máriához, hogy részesítse a karmelitákat valamilyen kiváltságban, és ezzel mutassa ki szeretetét mások támadásaival szemben. Az ima így hangzott (a latin nyelvű eredeti mellett a magyar fordítás Dombi Márk munkája):
| „Flos Carmeli, Vita florigera! Splendor Coeli, Virgo puerpera! Singularis! Mater mitis, sed viri nescia, Carmelitis da privilegia, Stella maris!” | „Égi sugár, szende Kármelvirág, Szűz és anya, termékeny szőlőág Csodás alak! Szent Fiadat ki férj nélkül szülted, A karmelitáknak ossz kegyelmet: Tenger-csillag!” |

Egy ilyen alkalommal állítólag megjelent Szűz Mária Simonnak kezében a Kis Jézussal és a skapuláréval, és így szólt: „Ezt a ruhát adom neked és az összes karmelitáknak. Aki ebben hal meg, nem jut az örök tűzre.” Majd meghagyta Simonnak, hogy küldjön követeket a pápához azzal a kérelemmel, hogy vegye védelmébe a mások által támadott karmelitákat. A legenda szerint amikor látomás után a küldött a követek később Rómába értek óhajukkal, IV. Ince pápa azzal fogadta őket, hogy ő is hasonló látomást élt át. Ezért 1245-ben a karmelitákat hivatalosan a kolduló rendek közé sorozta, és 1247-ben hivatalosan is megerősítette őket és egyben szentesítette elnevezésüket: A kármelhegyi Boldogságos Szűz Mária testvéreinek rendje.
Simon már 100 éves kora körül járt, amikor 1265. május 16-án egy hivatalos körútján Bordeaux városában elhunyt. A római katolikus egyház szentként tiszteli, és halála napján üli emlékét.